# Olympische Winterspiele 1998/Eishockey (Herren)/Qualifikation
Die Qualifikation zum olympischen Eishockeyturnier der Herren 1998 wurde zwischen Oktober 1995 und Februar 1997 ausgetragen. Zuvor hatten sich bereits acht der 14 Teilnehmer durch ihre Platzierungen bei der A-Weltmeisterschaft 1995 in Schweden direkt qualifiziert, dazu kam Japan als Gastgeber. Die verbleibenden fünf Plätze wurden in einem mehrstufigen System ausgespielt und schließlich von den Nationalmannschaften Deutschlands, der Slowakei, Kasachstans, Belarus’ und Österreichs gewonnen. Norwegen verpasste als einziger letztmaliger Teilnehmer die abermalige Qualifikation.

## Direkte Qualifikation
Für das Turnier qualifizierten sich die ersten acht Nationen der A-Weltmeisterschaft 1995 in Schweden direkt. Dabei sicherten sich die Mannschaften auf den ersten sechs Plätzen ein Freilos für die Vorrunde und waren damit für die Zwischenrunde gesetzt. Die beiden Teams auf den beiden folgenden Rängen mussten hingegen in der Vorrunde gegen die fünf Qualifikanten und den Gastgeber antreten:
| Rang | Land               | WM-Gruppe |
| ---- | ------------------ | --------- |
| 1    | Finnland           | A         |
| 2    | Schweden           | A         |
| 3    | Kanada             | A         |
| 4    | Tschechien         | A         |
| 5    | Russland           | A         |
| 6    | Vereinigte Staaten | A         |
| 7    | Italien            | A         |
| 8    | Frankreich         | A         |
| 9    | Deutschland        | A         |
| 10   | Norwegen           | A         |
| 11   | Österreich         | A         |
| 12   | Schweiz            | A         |
| 13   | Slowakei           | B         |
| 14   | Lettland           | B         |
| 15   | Polen              | B         |
| 16   | Niederlande        | B         |
| 17   | Dänemark           | B         |
| 18   | Japan              | B         |
| 19   | Großbritannien     | B         |
| 20   | Rumänien           | B         |

## Modus
Die Qualifikation wurde in drei Runden ausgetragen. Zuerst wurden in einer Ausscheidung zwei Qualifikanten ermittelt. Die nächste Runde wurde in vier regionalen Gruppen gespielt, wobei für die asiatischen Teilnehmer die Spiele der Winter-Asienspiele 1996 herangezogen wurden. Die Sieger der regionalen Gruppen qualifizierten sich für die abschließende Qualifikation, dazu kamen die drei Mannschaften der Plätze 9 bis 11 der A-Weltmeisterschaft 1995 sowie der Sieger der B-Weltmeisterschaft desselben Jahres. Diese wurde in zwei Gruppen ausgetragen, wobei sich die beiden Gruppensieger und die beiden Gruppenzweiten für Olympia qualifizierten. Die beiden Drittplatzierten spielten schlussendlich gegeneinander den fünften Olympiateilnehmer aus.

## Ausscheidungsrunde
Zur Gruppe B
| 31. Januar 1996 | Israel | 2:10 (1:5, 1:4, 0:1) | Griechenland | Canada Centre, Metulla |

Wegen des Einsatzes nicht spielberechtigter Spieler wurde das Spiel mit 5:0 für Israel gewertet. Das Spiel fand im Anschluss an das Turnier zur Qualifikation zur D-Weltmeisterschaft 1996 in Metulla statt.
| 23. März 1996 | BR Jugoslawien | 5:3 (2:1, 0:2, 3:0) | Israel | Kauno ledo arena, Kaunas |

Wegen des Einsatzes nicht spielberechtigter Spieler mit 5:0 für Jugoslawien gewertet. Das Spiel fand im Vorfeld der D-Weltmeisterschaft 1996 im litauischen Kaunas statt.
Zur Gruppe C
| 26. Januar 1996 | Ungarn | 7:0 (1:0, 4:0, 2:0) | Kroatien | Eishalle, Székesfehérvár |

| 28. Januar 1996 | Ungarn | 6:0 (1:0, 3:0, 2:0) | Kroatien | Eishalle, Székesfehérvár |

## Regionale Qualifikation

### Gruppe A
Die Gruppe A (West-/Mitteleuropa) wurde in Hin- und Rückspielen zwischen dem 25. Oktober 1995 und dem 12. Dezember 1996 ausgetragen.
| 25. Oktober 1995 | Großbritannien | 4:1 (2:0, 2:1, 0:0) | Niederlande | Bladerunner Arena, Milton Keynes |

| 4. November 1995 | Dänemark | 4:2 (0:1, 4:0, 0:1) | Slowenien | Skøjte Arena, Rødovre |

| 13. Dezember 1995 | Großbritannien | 1:1 (1:0, 0:0, 0:1) | Dänemark | Bladerunner Arena, Milton Keynes |

| 20. Dezember 1995 | Schweiz | 2:2 (1:0, 1:1, 0:1) | Großbritannien | Patinoire de Malley, Lausanne |

| 21. Dezember 1995 | Niederlande | 0:8 (0:2, 0:2, 0:4) | Slowenien | IJssportcentrum, Eindhoven |

| 23. Dezember 1995 | Niederlande | 1:7 (0:2, 1:1, 0:4) | Schweiz | PWA Sportcentrum, Zoetermeer |

| 17. Januar 1996 | Slowenien | 4:5 (2:1, 0:3, 2:1) | Großbritannien | Hala Tivoli, Ljubljana |

| 7. Februar 1996 | Schweiz | 5:3 (2:3, 0:0, 3:0) | Slowenien | Hallenstadion, Chur |

| 7. Februar 1996 | Dänemark | 2:3 (1:1, 0:2, 1:0) | Großbritannien | Skøjte Arena, Rødovre |

| 10. Februar 1996 | Dänemark | 2:6 (0:2, 1:3, 1:1) | Schweiz | Skøjte Arena, Rødovre |

| 3. April 1996 | Slowenien | 1:4 (0:2, 0:2, 1:0) | Schweiz | Dvorana Podmežakla, Jesenice |

| 6. April 1996 | Schweiz | 7:1 (1:0, 3:0, 3:1) | Niederlande | Eishalle Lido, Rapperswil-Jona |

| 29. Oktober 1996 | Slowenien | 5:1 (1:0, 2:1, 2:0) | Dänemark | Hala Tivoli, Ljubljana |

| 2. November 1996 | Dänemark | 4:0 (0:0, 3:0, 1:0) | Niederlande | Skøjtehal, Odense |

| 6. November 1996 | Slowenien | 9:0 (4:0, 2:0, 3:0) | Niederlande | Ledena dvorana Golovec, Celje |

| 12. November 1996 | Großbritannien | 5:0 (3:0, 2:0, 0:0) | Slowenien | Sheffield Arena, Sheffield |

| 12. Dezember 1996 | Niederlande | 2:8 (1:3, 1:4, 0:1) | Großbritannien | Thialf, Heerenveen |

| 15. Dezember 1996 | Niederlande | 3:8 (0:4, 2:3, 1:1) | Dänemark | Triavium, Nijmegen |

| 18. Dezember 1996 | Großbritannien | 3:3 (2:2, 1:1, 0:0) | Schweiz | Sheffield Arena, Sheffield Zuschauer: 5.278 |

| 21. Dezember 1996 | Schweiz | 8:1 (4:0, 2:1, 2:0) | Dänemark | Schluefweg, Kloten |

| Pl. |                | Sp | S | U | N | Tore  | Punkte |
| 1.  | Schweiz        | 8  | 6 | 2 | 0 | 42:14 | 14:02  |
| 2.  | Großbritannien | 8  | 5 | 3 | 0 | 31:16 | 13:03  |
| 3.  | Dänemark       | 8  | 3 | 1 | 4 | 23:27 | 07:09  |
| 4.  | Slowenien      | 8  | 3 | 0 | 5 | 32:24 | 06:10  |
| 5.  | Niederlande    | 8  | 0 | 0 | 8 | 08:55 | 00:16  |

Abkürzungen: Pl. = Platz, Sp = Spiele, S = Siege, U = Unentschieden, N = Niederlagen

Erläuterungen: Teilnehmer an der Qualifikationsendrunde

### Gruppe B
Die Gruppe B (Ost-/Mitteleuropa) wurde als Turnier von 17. bis 22. November 1996 in Tychy, Polen ausgespielt.
| 17. November 1996 | Jugoslawien | 2:13 (1:4, 0:5, 1:4) | Polen | Stadion Zimowy, Tychy |

| 17. November 1996 | Bulgarien | 2:7 (0:0, 0:3, 2:4) | Rumänien | Stadion Zimowy, Tychy |

| 18. November 1996 | Ukraine | 21:0 (10:0, 6:0, 5:0) | Jugoslawien | Stadion Zimowy, Tychy |

| 18. November 1996 | Polen | 14:0 (5:0, 5:0, 4:0) | Bulgarien | Stadion Zimowy, Tychy |

| 19. November 1996 | Ukraine | 10:0 (2:0, 3:0, 5:0) | Rumänien | Stadion Zimowy, Tychy |

| 20. November 1996 | Rumänien | 3:6 (1:0, 1:4, 1:2) | Polen | Stadion Zimowy, Tychy |

| 20. November 1996 | Jugoslawien | 2:5 (0:1, 1:2, 1:2) | Bulgarien | Stadion Zimowy, Tychy |

| 21. November 1996 | Bulgarien | 0:17 (0:6, 0:7, 0:4) | Ukraine | Stadion Zimowy, Tychy |

| 22. November 1996 | Polen | 3:3 (0:1, 2:1, 1:1) | Ukraine | Stadion Zimowy, Tychy |

| 22. November 1996 | Rumänien | 9:4 (2:1, 3:2, 4:1) | Jugoslawien | Stadion Zimowy, Tychy |

| Pl. |                | Sp | S | U | N | Tore  | Punkte |
| 1.  | Ukraine        | 4  | 3 | 1 | 0 | 51:03 | 7:1    |
| 2.  | Polen          | 4  | 3 | 1 | 0 | 36:09 | 7:1    |
| 3.  | Rumänien       | 4  | 2 | 0 | 2 | 19:22 | 4:4    |
| 4.  | Bulgarien      | 4  | 1 | 0 | 3 | 04:40 | 2:6    |
| 5.  | BR Jugoslawien | 4  | 0 | 0 | 4 | 08:48 | 0:8    |

Abkürzungen: Pl. = Platz, Sp = Spiele, S = Siege, U = Unentschieden, N = Niederlagen

Erläuterungen: Teilnehmer an der Qualifikationsendrunde

### Gruppe C
Die Gruppe C (Ost-Europa) wurde in Turnierform in Riga, Lettland vom 27. August bis 1. September 1996 gespielt.
| 27. August 1996 | Belarus | 13:1 (3:1, 6:0, 4:0) | Ungarn | Skonto-Halle, Riga |

| 27. August 1996 | Litauen | 0:27 (0:10, 0:8, 0:9) | Lettland | Skonto-Halle, Riga |

| 28. August 1996 | Ungarn | 9:4 (3:2, 2:0, 4:2) | Litauen | Skonto-Halle, Riga |

| 28. August 1996 | Estland | 1:16 (0:3, 1:6, 0:7) | Belarus | Skonto-Halle, Riga |

| 29. August 1996 | Lettland | 15:0 (3:0, 7:0, 5:0) | Estland | Skonto-Halle, Riga |

| 29. August 1996 | Belarus | 21:1 (7:1, 5:0, 9:0) | Litauen | Skonto-Halle, Riga |

| 30. August 1996 | Ungarn | 2:10 (1:4, 1:2, 0:4) | Lettland | Skonto-Halle, Riga |

| 31. August 1996 | Litauen | 3:9 (0:2, 2:1, 1:6) | Estland | Skonto-Halle, Riga |

| 1. September 1996 | Estland | 4:7 (0:3, 1:2, 3:2) | Ungarn | Skonto-Halle, Riga |

| 1. September 1996 | Lettland | 1:4 (1:3, 0:1, 0:0) | Belarus | Skonto-Halle, Riga |

| Pl. |          | Sp | S | U | N | Tore  | Punkte |
| 1.  | Belarus  | 4  | 4 | 0 | 0 | 54:04 | 8:0    |
| 2.  | Lettland | 4  | 3 | 0 | 1 | 53:06 | 6:2    |
| 3.  | Ungarn   | 4  | 2 | 0 | 2 | 13:31 | 4:4    |
| 4.  | Estland  | 4  | 1 | 0 | 3 | 14:41 | 2:6    |
| 5.  | Litauen  | 4  | 0 | 0 | 4 | 08:66 | 0:8    |

Abkürzungen: Pl. = Platz, Sp = Spiele, S = Siege, U = Unentschieden, N = Niederlagen

Erläuterungen: Teilnehmer an der Qualifikationsendrunde

### Gruppe D
In der Gruppe D, die ausschließlich die asiatischen Teilnehmer beinhaltete, zählten die Ergebnisse der Winter-Asienspiele 1996, die vom 5. bis 8. Februar 1996 in der chinesischen Hafenstadt Harbin stattfanden, für die Qualifikation. Die Spiele fanden in der 5.000 Zuschauer fassenden Baqu Arena statt.
Am Turnier der Winter-Asienspiele nahm zusätzlich das bereits als Gastgeber für Olympia qualifizierte Japan am Turnier teil. Die Spiele der in der Qualifikation befindlichen Teams gegen die Japaner wurden nicht in die Qualifikationstabelle einbezogen. Schlussendlich setzte sich das kasachische Team, das im Vorjahr den Sprung in die B-Gruppe der Weltmeisterschaft knapp verpasst hatte, mit zwei Siegen und einem Torverhältnis von 29:1 klar gegen die beiden Kontrahenten aus der Volksrepublik China und Südkorea durch und erreichten die Schlussrunde der Qualifikation.
| 5. Februar 1996 | Volksrepublik China | 6:2 (2:2, 1:0, 3:0) | Südkorea | Baqu Arena, Harbin |

| 6. Februar 1996 | Kasachstan | 20:0 (8:0, 8:0, 4:0) | Volksrepublik China | Baqu Arena, Harbin |

| 8. Februar 1996 | Südkorea | 1:9 (0:3, 0:3, 1:3) | Kasachstan | Baqu Arena, Harbin |

| Pl. |                     | Sp | S | U | N | Tore  | Punkte |
| 1.  | Kasachstan          | 2  | 2 | 0 | 0 | 29:01 | 4:0    |
| 2.  | Volksrepublik China | 2  | 1 | 0 | 1 | 06:22 | 2:2    |
| 3.  | Südkorea            | 2  | 0 | 0 | 2 | 03:15 | 0:4    |

Abkürzungen: Pl. = Platz, Sp = Spiele, S = Siege, U = Unentschieden, N = Niederlagen

Erläuterungen: Teilnehmer an der Qualifikationsendrunde

## Qualifikationsendrunde

### Gruppe A
Das Turnier der Gruppe A fand vom 6. bis 9. Februar in der König-Pilsener-Arena in Oberhausen, Deutschland statt.
| 6. Februar 1997 15:00 Uhr (Ortszeit) | Slowakei | 3:3 (0:0, 2:1, 1:2) | Schweiz | Arena Oberhausen, Oberhausen |

| 6. Februar 1997 19:50 Uhr | Deutschland | 4:4 (0:0, 2:2, 2:2) | Ukraine | Arena Oberhausen, Oberhausen |

| 7. Februar 1997 15:50 Uhr | Slowakei | 4:1 (1:0, 2:1, 1:0) | Ukraine | Arena Oberhausen, Oberhausen |

| 7. Februar 1997 19:00 Uhr | Schweiz | 1:4 (1:2, 0:1, 0:1) | Deutschland | Arena Oberhausen, Oberhausen |

| 9. Februar 1997 13:10 Uhr | Ukraine | 1:2 (1:0, 0:0, 0:2) | Schweiz | Arena Oberhausen, Oberhausen |

| 9. Februar 1997 17:10 Uhr | Deutschland | 3:2 (1:0, 1:1, 1:1) | Slowakei | Arena Oberhausen, Oberhausen |

| Pl. |             | Sp | S | U | N | Tore  | Punkte |
| 1.  | Deutschland | 3  | 2 | 1 | 0 | 11:07 | 5:1    |
| 2.  | Slowakei    | 3  | 1 | 1 | 1 | 09:07 | 3:3    |
| 3.  | Schweiz     | 3  | 1 | 1 | 1 | 06:08 | 3:3    |
| 4.  | Ukraine     | 3  | 0 | 1 | 2 | 06:10 | 1:5    |

Abkürzungen: Pl. = Platz, Sp = Spiele, S = Siege, U = Unentschieden, N = Niederlagen

Erläuterungen: Qualifikant für die Olympischen Winterspiele, Qualifikant für das Entscheidungsspiel

### Gruppe B
Das Turnier der Gruppe B in Innsbruck, Österreich wurde vom 6. bis 9. Februar 1997 ausgespielt.
| 6. Februar 1997 16:00 Uhr (Ortszeit) | Norwegen | 3:3 (1:1, 1:2, 1:0) | Kasachstan | Olympiahalle, Innsbruck |

| 6. Februar 1997 19:30 Uhr | Österreich | 2:6 (0:2, 1:1, 1:3) | Belarus | Olympiahalle, Innsbruck |

| 8. Februar 1997 16:00 Uhr | Belarus | 2:2 (1:1, 0:0, 1:1) | Norwegen | Olympiahalle, Innsbruck |

| 8. Februar 1997 19:30 Uhr | Österreich | 1:4 (0:1, 1:1, 0:2) | Kasachstan | Olympiahalle, Innsbruck |

| 9. Februar 1997 16:00 Uhr | Kasachstan | 4:4 (1:1, 2:3, 1:0) | Belarus | Olympiahalle, Innsbruck |

| 9. Februar 1997 19:30 Uhr | Norwegen | 1:4 (0:2, 0:1, 1:1) | Österreich | Olympiahalle, Innsbruck |

| Pl. |            | Sp | S | U | N | Tore  | Punkte |
| 1.  | Belarus    | 3  | 1 | 2 | 0 | 12:08 | 4:2    |
| 2.  | Kasachstan | 3  | 1 | 2 | 0 | 11:08 | 4:2    |
| 3.  | Österreich | 3  | 1 | 0 | 2 | 07:11 | 2:4    |
| 4.  | Norwegen   | 3  | 0 | 2 | 1 | 06:09 | 2:4    |

Abkürzungen: Pl. = Platz, Sp = Spiele, S = Siege, U = Unentschieden, N = Niederlagen

Erläuterungen: Qualifikant für die Olympischen Winterspiele, Qualifikant für das Entscheidungsspiel

### Entscheidungsspiel

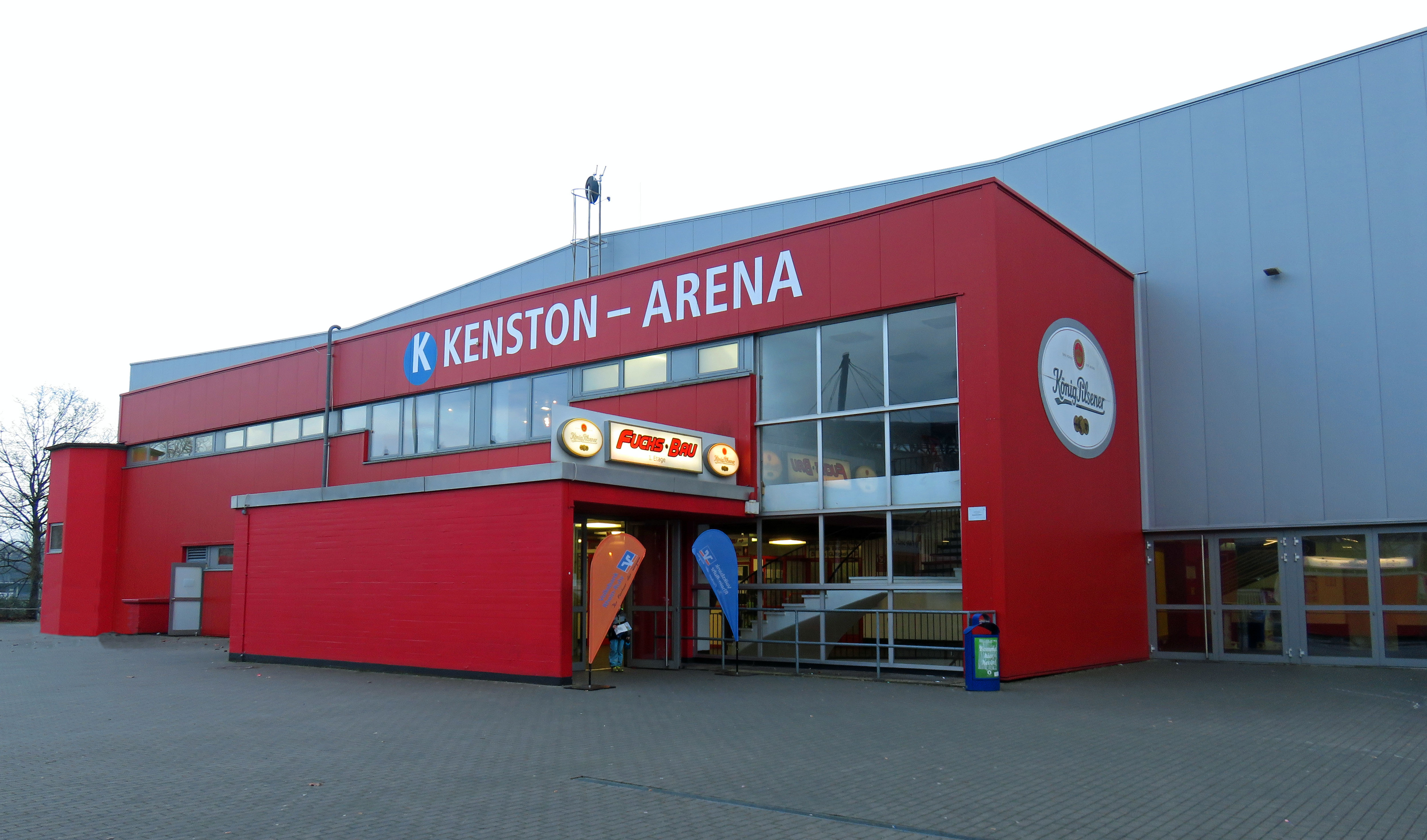
Außenansicht der Eissporthalle in Duisburg

Zwei Tage nach Beendigung der beiden Qualifikationsturniere trugen die beiden Drittplatzierten der beiden Gruppen im nordrhein-westfälischen Duisburg ein Entscheidungsspiel um den fünften und letzten Qualifikationsplatz im olympischen Eishockeyturnier aus. Im Duell der beiden Alpenrepubliken setzte sich die österreichische Mannschaft dabei mit 2:0 durch und sicherte sich damit die Qualifikation.
| 11. Februar 1997 19:00 Uhr (Ortszeit) | Schweiz | 0:2 (0:0, 0:1, 0:1) | Österreich | Eissporthalle, Duisburg |